# CRASH Luchtoorlog- en Verzetsmuseum '40-'45

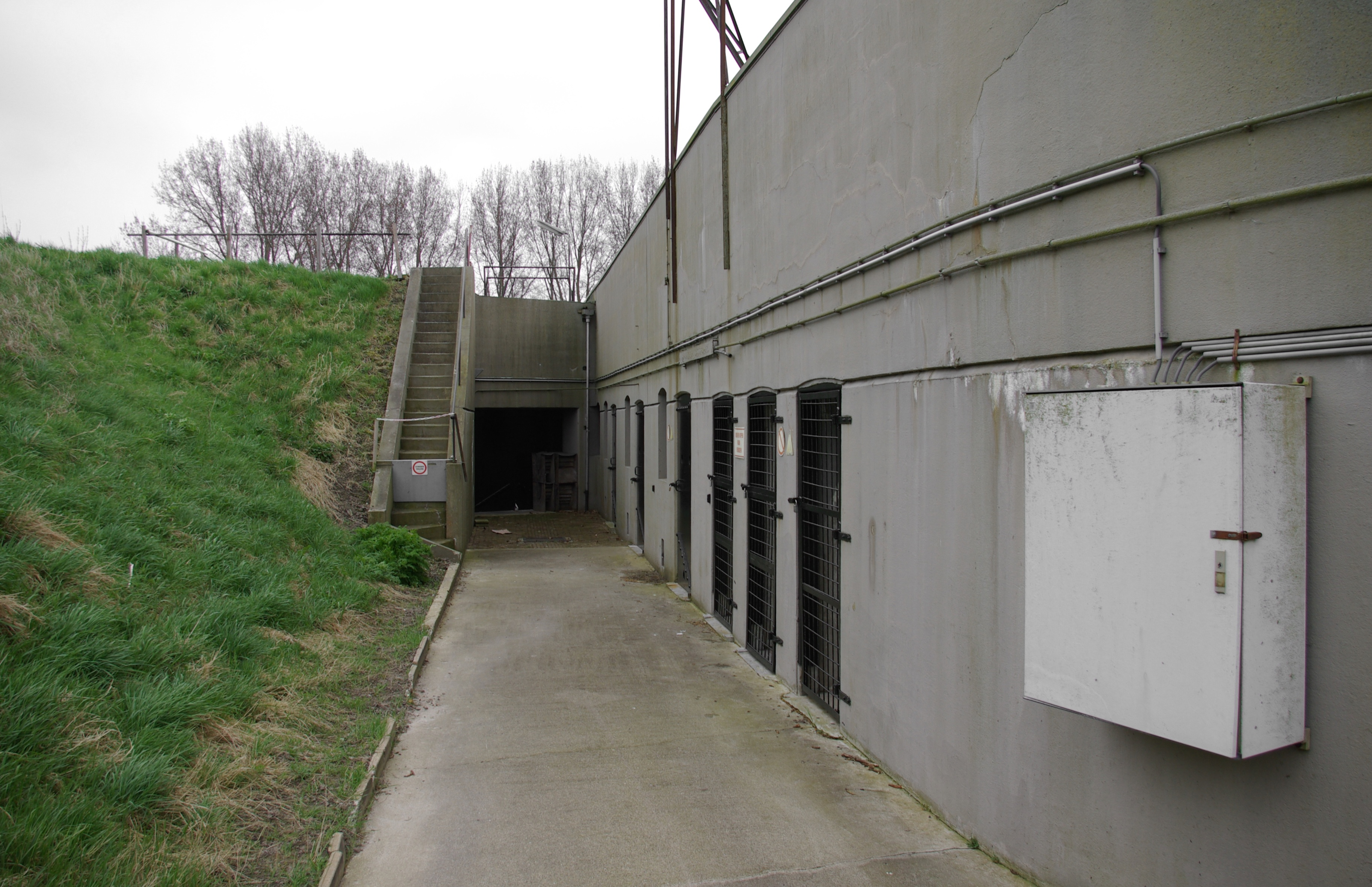
Ingangen van het gebouw

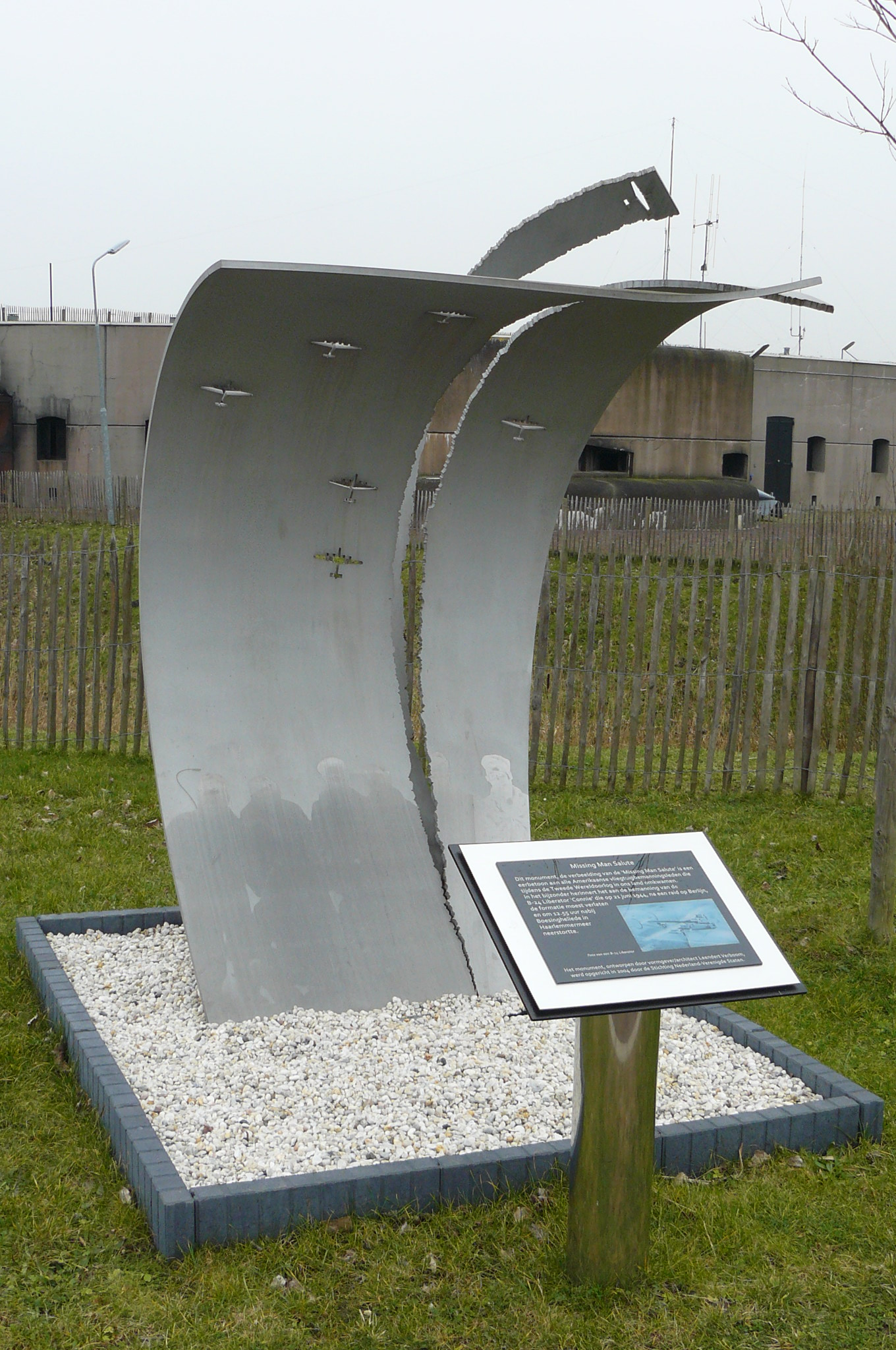
Monument "Missing Man Salute"

Het CRASH Luchtoorlog- en Verzetsmuseum '40-'45 (CRASH = Crash Research in Aviation Society Holland) is een museum over de Tweede Wereldoorlog gevestigd in het Fort bij Aalsmeer in de gemeente Haarlemmermeer. In het museum wordt aandacht besteed aan neergestorte vliegtuigen en hun bemanningen, aan onderduikers in de Haarlemmermeer, en is een permanente tentoonstelling gewijd aan de Nederlandse agenten die tijdens de Tweede Wereldoorlog werkten voor het Bureau Bijzondere Opdrachten. Centraal daarin staat de BBO-agente Jos Gemmeke.

## Collectie

### Vliegtuigen
Tijdens de Tweede Wereldoorlog zijn ongeveer 750 vliegtuigen in de Randstad verongelukt. Dit betreft Nederlandse (mei 1940), geallieerde en Duitse vliegtuigen. In het museum zijn restanten te zien van vliegtuigen die in deze oorlog in de Randstad zijn neergestort, waaronder de Fokker D 21 nr. 229 en een gerestaureerd Engels jachtvliegtuig.
Een van de zalen is ingericht over het verzet en de hulp aan onderduikers in Haarlemmermeer en Nieuwkoop, een andere zaal is ingericht als een Britse verkeerstoren waarin oude radio's, zenders en ontvangers staan opgesteld.

### Agente Jos Gemmeke
Jos Gemmeke was een van de agenten die voor Bureau Bijzondere Opdrachten werkte. Zij werd op 10 maart 1945 door piloot Ron Sloan boven Nieuwkoop geparachuteerd en daar opgevangen door Droppingsploeg Nieuwkoop, die toen onder leiding stond van Jaap Roggeband van de Binnenlandse Strijdkrachten. De parachute werd opgeruimd door enkele verzetsvrouwen, w.o. Bep de Kuijer, die er in 1946 een verlovingsjurk van maakte. In 2008 kreeg het museum die verlovingsjurk van het Historisch Genootschap Nieuwkoop in bruikleen.
Gemmeke kreeg als enige vrouw na de oorlog de Militaire Willems-orde. Zij overleed in december 2010, waarna CRASH enkele persoonlijke voorwerpen en een interessant archief uit de nalatenschap kreeg. Sindsdien zijn enkele van haar spionage-attributen in het museum te zien. Toen het museum in 2012 haar 25-jarig bestaan vierde, kreeg CRASH uit handen van Gemmekes zoon Willem Fick haar verzilverde poederdoos, waarin zij in 1944 microfilms verstopte om ze naar prins Bernhard in België te brengen.

## Oprichting
Henk Rebel (1932-2008) uit Badhoevedorp richtte in 1987 de werkgroep CRASH op en begon met een onderzoek naar de Britse Vickers Wellington PH-C, die op 31 mei 1942 bij de Akerdijk was neergestort, waarbij de gehele bemanning was gesneuveld. Het vliegtuig werd op 31 maart 1987 door CRASH geborgen. Op 31 mei 1999 werd dankzij CRASH een gedenksteen onthuld op het gerenoveerde monument in de Rozenstraat in Badhoevedorp.
De werkgroep werd later de Stichting CRASH 1940-1945. Op 29 september 2001 werd het CRASH Museum in Lisserbroek geopend. In november 2007 werd Rebel benoemd tot Ridder in de Orde van Oranje-Nassau. Hij overleed op 2 februari 2008. Het museum verhuisde in 2009 naar het Fort bij Aalsmeer.

## Openingstijden en evenementen

### Openingstijden
Het museum is zaterdags geopend van 11.30 tot 16.30 uur. Daarnaast zijn er extra openingsdagen, zoals het Museumweekend in april, Open Monumentendag in september.

### Evenementen
Het museum is actief in het organiseren van evenementen. Er worden lezingen gegeven en vliegtuigmodellen gebouwd.
- Op de eerste zaterdag van maart is de jaarlijkse Spitfiredag. Er wordt 's middags een lezing gegeven en er is een verkoop van nieuwe en tweedehands boeken en vliegtuigmodellen.
- Op de laatste zaterdag in september wordt sinds 2003 de Red Ball Express georganiseerd door Stichting Crash Research en Keep Them Rolling. Dit is een grote rondrit met ruim 70 historische militaire voertuigen uit de Tweede Wereldoorlog.

## Onderzoek
CRASH werkt ook buiten haar eigen regio. In 2004 vond CRASH de resten van de bommenwerper Fokker T-5 856 in de grienden langs de Noord bij Ridderkerk. Deze was in opdracht van generaal Winkelman op 13 mei 1940 van Schiphol opgestegen om met twee mijnbommen van 300 kg de Moerdijkbruggen te vernietigen, die al op 10 mei door Duitse parachutisten veroverd waren. De eerste bom miste zijn doel, de tweede raakte de derde pijler maar ontplofte niet. Daarna werd de Fokker T-5 beschoten door de Messerschmitt Bf 109 van commandant Hauptmann Karl Ebbinghausen en 21 minuten na het opstijgen stortte de Fokker T-5 brandend neer. Het wrak werd in 2004 door CRASH geborgen en de restanten van dit vliegtuig zijn ook in Aalsmeerderbrug te zien.
De 23-jarige commandant Ben Swagerman en zijn bemanning, bestaande uit 1ste piloot Lt Willem Fredrik Anceaux, 2de piloot Olaf Waldemar Douwes Dekker, telegrafist Gerrit Arnold Riemsdijk en schutter Joachem Wijnstra kwamen hierbij om. Swagerman kreeg de Militaire Willems-Orde, Anceaux en Wijnstra kregen het Vliegerkruis. Op Verzorgingsplaats De Zuidpunt staat een monument waar zij herdacht worden.